# Беккелунн, Хьелль
Хьелль Ма́ртин Бе́ккелунн (норв. Kjell Martin Bækkelund; 6 мая 1930, Осло, Норвегия — 13 мая 2004, там же) — норвежский пианист.

## Биография
Сын Мартина Беккелунна (1903–1966) и Раллики Антонетт Хансен (1904–1994). Выступать начал в 8-летнем возрасте, дебютировав с Филармоническим оркестром Осло. В 1947—1955 годах учился в Осло, Стокгольме, Вене, Детмольде и Лондоне у Ивара Йонсена, Гудбранда Бёна, Бруно Зайдльхофера, Ханса Рихтера-Хазера, Илоны Кабош и других. В 1965—1968 годах — вице-президент Норвежского культурного совета. В репертуаре были как классические, так и современные сочинения, в основном произведения норвежских композиторов XX столетия: Фартейна Валена, Xаральда Северуда, Кнута Нюстеда, Финна Мортенсена и других. Много гастролировал, в частности, в СССР в 1981 году.
Был трижды женат: на пианистке Маргит Ури (1954—1959), на певице Мерете Хасагер (1961—1965) и на актрисе Рут Теллефсен (1966—1972).

## Награды
- Командор ордена Святого Олафа (1997)[1].
- Кавалер ордена Святого Олафа (1981)[1].
- Командор ордена Полярной Звезды (Швеция)[1].
- Командор ордена Льва Финляндии (Финляндия)[1].
- Кавалер ордена Данеброг (Дания)[1].
- Командор ордена «За заслуги перед Итальянской Республикой» (27 декабря 1998 года, Италия)[2].
- Орден Дружбы (7 августа 1997 года, Россия) — за большой вклад в укрепление российско-норвежских культурных связей[3].